# Iama

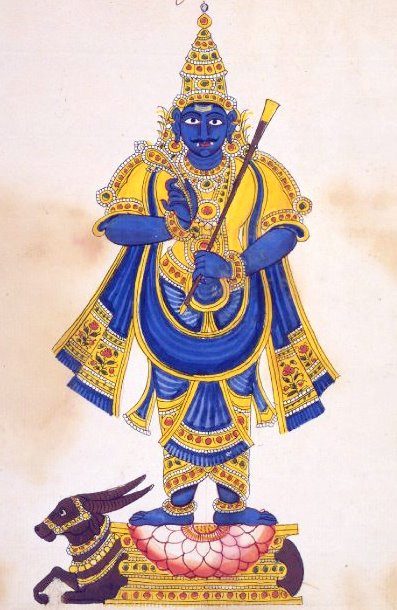
El dios de la muerte Iama sobre su toro, sosteniendo una vara real (Danda). Pintura de 1814.

En el marco del hinduismo, Iama es el deva (dios) de la muerte, señor de los espíritus de los muertos y guardián del inframundo.

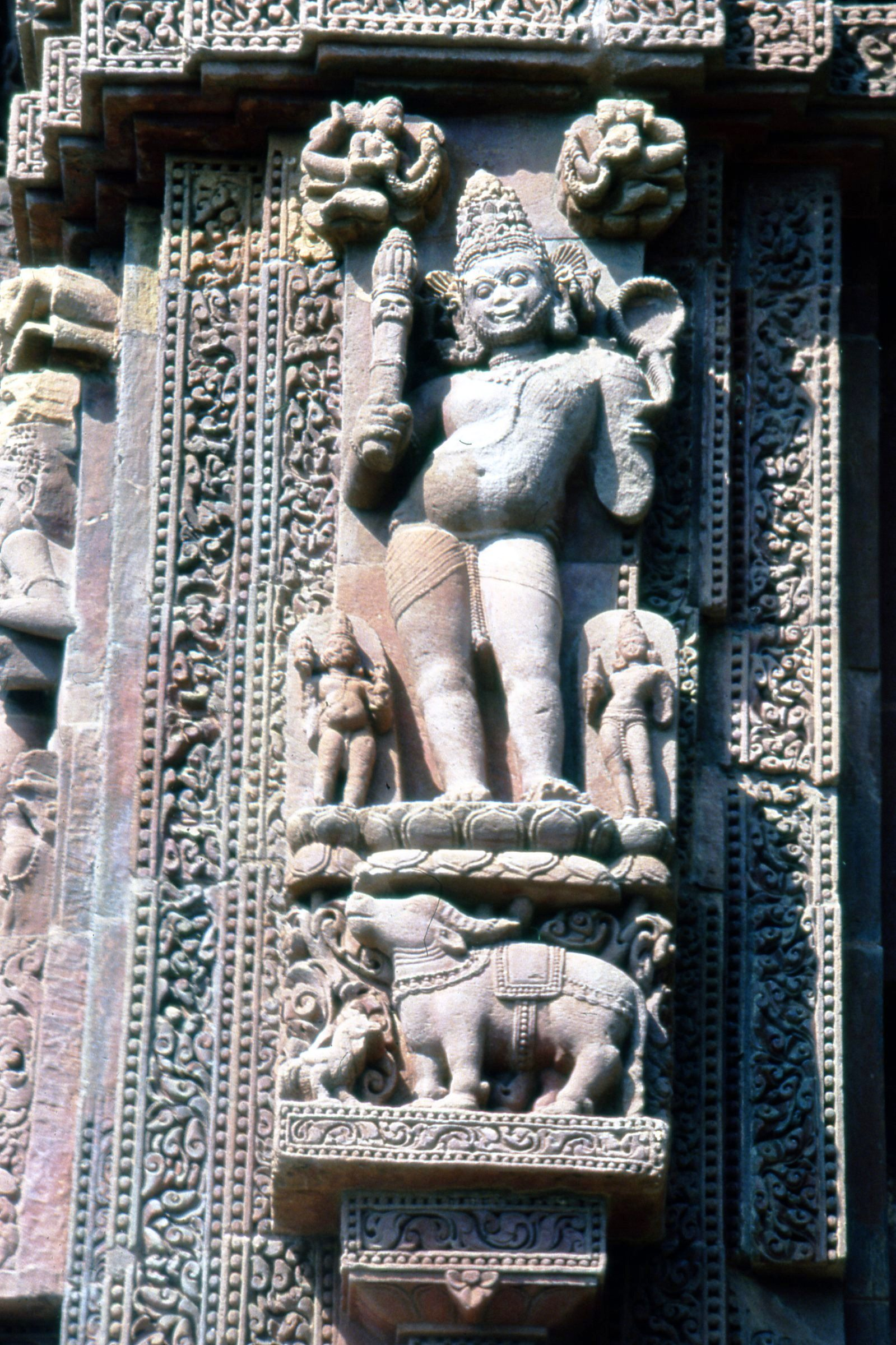
Escultura de Iama montado sobre su toro en el templo de Rajarani en Orissa, India.

En escritura devánagari se escribe यम (iáma).
En inglés se escribe Yama pero se pronuncia igualmente /iáma/.

## Iama en los «Vedas»
Iama pertenece a una etapa muy temprana de la mitología védica. Su nombre aparece por primera vez en el Rig-veda (el texto más antiguo de las escrituras de la India, de mediados del II milenio a. C.); aunque considerando que en la religión védica igualmente existían otros dioses relacionados con la muerte, tales como la diosa Níriti, que originalmente fue una diosa de la muerte y la corrupción.
SegIama había nacido de Vívasuat (el dios del Sol) y de su primera esposa Saraniú. Su hermano, el séptimo Manu, otra forma del primer hombre, es hijo de Vivasvat con su segunda esposa Samguiá, quien era el reflejo o la sombra (chaia) de Saraniú.
Al morir, debido a que fue el primero en llegar al Cielo, se le nombró líder de los muertos (todavía no los juzgaba).
En el Átharva-veda (de principios del I milenio a. C.).) se lo considera el primer ser que murió:

io mamara prathamó mártianam iah

preiaia prathamó lokam etam

vaivasuatám samgámanam yananam

iamam rayanam javishá sapariá
Al que ha muerto, el primero de los mortales,

al que se ha adelantado, el primero, a ese espacio abierto,

al hijo de Vivasuant que congrega a los pueblos,
 
a Iama, al rey, celebro con una libación.
Átharva-veda 13.3.13

En los Vedas, Iama es llamado “rey” (samgamano yananam: ‘el que reúne a la gente’) y dirige bondadosamente sobre los antepasados muertos (pitri), cuyo camino está custodiado —para evitar que entren los vivos— por dos perros Shabala (‘[pelaje] con manchas, con colores’) de colores manchados, de cuatro ojos y amplio hocico, vástagos de Śaramā y parecidos al can Cerbero griego de tres cabezas.

### Su hermana Iamí
El término sánscrito iama significa ‘gemelo’. En las creencias védicas, Iama tiene una hermana gemela, Iamí (‘melliza’), que fue la primera mujer. Iamau mithunau quiere decir ‘dos gemelos de distinto género’.
El décimo mandala (capítulo, ‘círculo’) del Rig-veda contiene un himno (10, 10, 14) en el que ambos se cantan uno al otro. Iama resistió los avances sexuales de su hermana (el primer incesto). Después de que él murió, ella lo lloró tanto que los devas —para hacerle olvidar su dolor— crearon la noche.
En la mitología posvédica, su hermana Iamí es conocida también como Iamuna (el larguísimo río Iamuna, paralelo al Ganges).

## Iamarash posvédico
En sánscrito, la palabra iama no solo significa ‘mellizo’, sino también ‘prohibición’ y ‘restricción’ (como en el iama y el niiama del yoga). Así que gradualmente en la mitología puránica, Iama empieza a aparecer como Iamarash (el rey de la prohibición) y como Dharmarash (rey del deber) o Dharma (la personificación del dharma, ‘deber o religión’).
Vive en una región del inframundo llamada Iamapura (‘ciudad prohibida’).
Es el castigador de los muertos, y es quien mide la balanza del karma (las actividades buenas y malas cometidas en cada encarnación); siendo este juicio equivalente al Juicio de Osiris de la mitología egipcia.
Cuando un alma abandona su cuerpo, se encuentra con Iamarash. El contador Chitra Gupta lee un informe acerca de todas las actividades de esa alma en particular, que están registradas en un libro llamado Agra-samdhana (agra: ‘principio’, sam-dhānā: ‘reunión, poner todo junto’). Luego Iamarash da su justa sentencia inapelable.
En el Majabhárata se describe a Iama con ropajes color rojo sangre, cuerpo brillante, corona sobre la cabeza, ojos relampagueantes. Como Varuna (el anterior rey de la muerte védico) lleva en su mano un lazo (con el que ata al alma luego de arrancarla del cuerpo) del tamaño de un pulgar humano.
También se lo representa con gesto severo, de piel verde, vestido de rojo, montado sobre un búfalo. Sostiene una maza de oro en una mano y el lazo de la muerte en el otro.
Su morada se llama Iamaloka (‘el planeta de Iama’) o Kshaia (‘desgaste, destrucción’).
En las mitologías más modernas (por ejemplo, el Bhágavata-purana, del siglo XI d. C.) se lo presenta siempre como una deidad terrible, que inflige torturas inimaginables (llamadas iatana) a las almas en el infierno.
En la mitología griega el ser equivalente que cumple el papel de Iamarash correspondería al de Hades y Minos.

## Iama en otras culturas
Iama podría ser uno de los dioses más antiguos del mundo, porque se han encontrado dioses parecidos de uno u otro tipo por toda Eurasia:
- Yima en el zoroastrismo persa.
- Yan-luo (traducción al chino del término sánscrito Iama Rash (rey Iama).
- Enma (Iama), Emma-O (rey Iama) o Enma Dai-Ō (閻魔大王, ‘gran rey Iama’), en la mitología japonesa.
- Algunos[cita requerida] incluso creen que también comparte las mismas raíces mitológicas de Abel (el segundo hijo de Adán, asesinado por su hermano mayor Caín).
- Iama es venerado en Tíbet como guardián del ejercicio espiritual, y fue probablemente venerado aun antes del siglo VII, cuando Tíbet se convirtió desde el bön al budismo.
  - Iamī es la diosa de la muerte y reina sobre las almas de las mujeres en el submundo (Naraka). Es la consorte de Iama, el señor del inframundo.
- Ymir (de la mitología escandinava) que se considera cognado de Iama.
- Iama aparece en el libro chino "Viaje al Oeste", donde el Rey Mono, al ser llevado por dos sirvientes de Iama al infierno (a pesar de ser "inmortal"), tacha del registro de vida y muerte, su nombre y el de todos los habitantes de su tribu de los archivos de este.